# Фосо дела Гјанда (Перуђа)
Фосо дела Гјанда је насеље у Италији у округу Перуђа, региону Умбрија.
Према процени из 2011. у насељу је живело 22 становника. Насеље се налази на надморској висини од 351 м.